# Régence
La Régence (franc.: [ʁeʒɑ̃s]IPA, česky: Regentství) je období ve francouzské historii v letech 1715–1723, kdy za mladistvého krále Ludvíka XV. spravoval Francouzské království synovec Ludvíka XIV., regent Filip II. Orleánský. Kromě regenta byli klíčovými osobami v době regentství také kardinálové Guillaume Dubois a André Hercule de Fleury.
Období regentství předcházelo ve Francii Velké století.

## Regentská rada

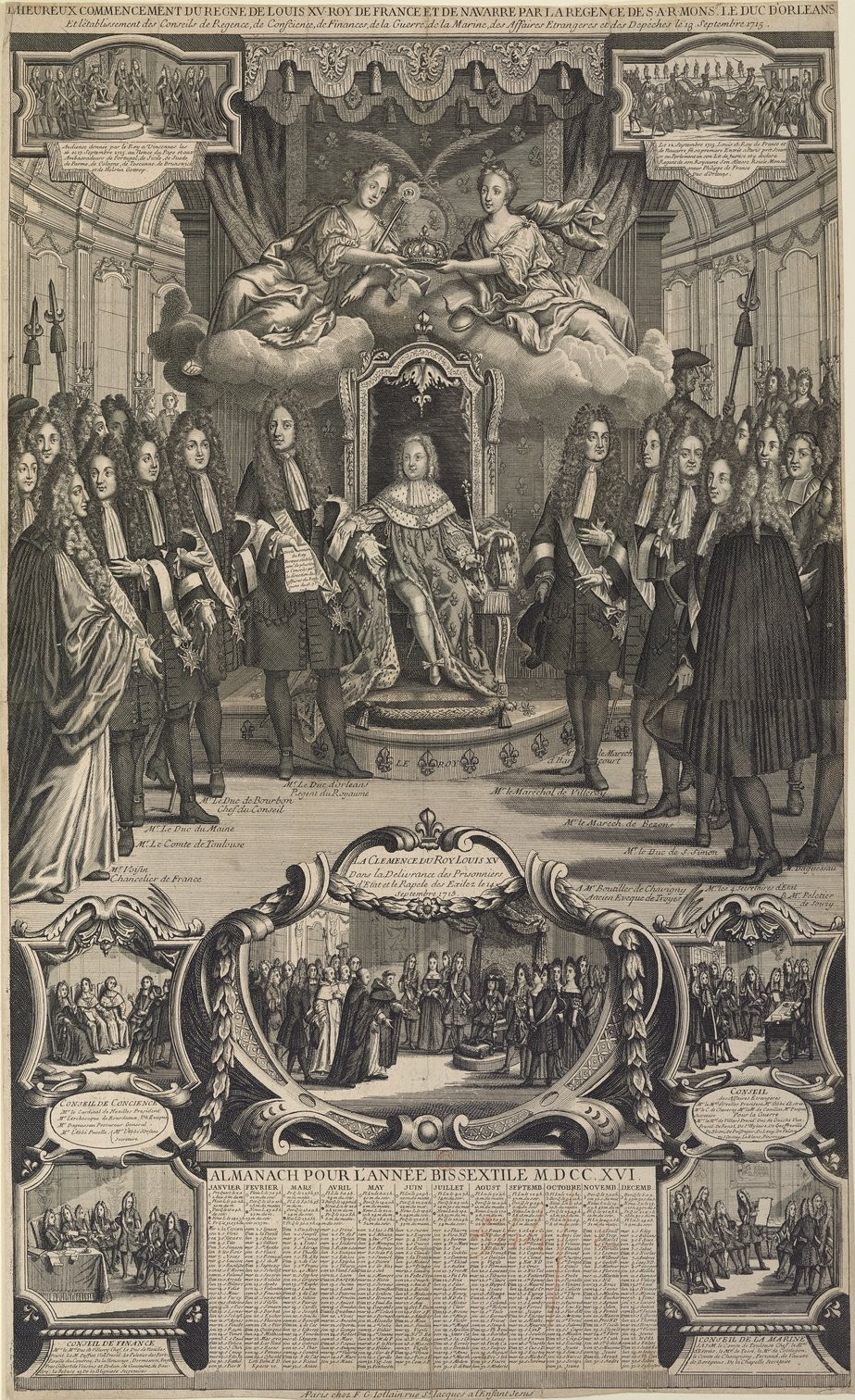
Regentská rada v roce 1715, uprostřed sedící Ludvík XV., vlevo od něj regent vévoda Filip Orléanský

- Filip II. Orleánský (2. srpna 1674 Saint-Cloud – 2. prosince 1723 Versailles), regent
- Rada pro církevní záležitosti: Louis-Antoine de Noailles (1651–1729), kardinál, arcibiskup pařížský
- Rada pro zahraniční záležitosti: Nicolas Chalon du Blé, markýz d'Huxelles (1652–1730), maršál Francie
- Rada pro válečné záležitosti: Claude Louis Hector vévoda de Villars (1653–1734), maršál Francie
- Finanční rada: François de Neufville, vévoda de Villeroy (1644–1730), maršál Francie
- Rada pro záležitosti královského domu: Louis Antoine de Pardaillan de Gondrin, vévoda d'Antin (1664–1736), ředitel královských staveb, syn Madame de Montespan
- Rada pro námořní záležitosti: Ludvík Alexandr Bourbon, hrabě z Toulouse (1678–1737), admirál, nemanželský syn Ludvíka XIV. a Madame de Montespan
- Obchodní rada: François de Neufville, vévoda de Villeroy (1644–1730), maršál Francie

Systém těchto poradních sborů se příliš neosvědčil především s ohledem na časté kompetenční spory mezi předsedy jednotlivých rad a v roce 1718 došlo k návratu k předchozímu modelu státních sekretářů jednotlivých resortů.

## Další osobnosti
- Louis Henri de Bourbon-Condé (1692 – 1740), synovec Filipa Orleánského, byl velkým rivalem Filipa II. Zastával úřad prvního ministra v letech 1723–1726.
- Louis Auguste de Bourbon, vévoda z Maine (1670 – 1736), nelegitimní syn Ludvíka XIV. a Madame de Montespan, byl neustále opovrhován princi královské krve, zejména pro svůj velký majetek, který nashromáždil díky otci. Titulu princ královské krve byl nakonec zbaven regentem, aby mu byl znemožněn přístup k moci.
- John Law (1671 – 1729), skotský ekonom. Přesvědčil regenta Filipa II. Orleánského vládnoucího v době dětství krále Ludvíka XV. a Regentskou radu o výhodách papírových peněz krytých stříbrem a tak mu povolili je tisknout. Law si založil vlastní banku a v ní vydával tyto „poukázky na stříbro“ – papírové peníze, bankovky. Později ony bankovky nebyly kryty (slíbeným množstvím stříbra), tím ve Francii způsobil velkou inflaci s obvyklými následky a tento jeho „systém“ záhy zkrachoval. Díky „Lawsovu systému“ se Francii, zejména její vládě, významně snížil státní dluh, neboť byl (zjednodušeně řečeno) zaplacen inflačními penězi.
- Louis de Rouvroy, vévoda de Saint-Simon (1675–1755), přítel Filipa II. Orléanského, autor Pamětí
- Françoise Marie de Bourbon, Mademoiselle du Blois (1677 – 1749), nemanželská dcera Ludvíka XIV. a Madame de Montespan, manželka regenta Filipa
- Louise Bénédicte de Bourbon (1676 – 1753) byla manželkou Louise Augusta, vévody z Maine.